# تسوق اجتماعي
التسوق الاجتماعي (بالإنجليزية: Social Shopping) هو شكل من أشكال التجارة الإلكترونية، تقوم فكرته الأساسية على التمتع بالتسوق مع الأصدقاء على شبكة الإنترنت، ويعتمد على مزيج من خدمات وسائل الإعلام الاجتماعية والتجارة الإلكترونية. لذلك تجد في هذه المواقع بعض خصائص التواصل التي تجدها في الشبكات الاجتماعية الأخرى مثل ماي سبيس وفيس بوك لإتاحة التواصل مع الأصدقاء والمجموعات والإفادة من مزايا المناقشة والتصويت والتعليق وكل ما يتعلق بالنواحي الاجتماعية على شبكة الإنترنت.
تتيح مواقع التسوق الاجتماعي فرصاً للمتسوقين والتجار لعرض بضائعهم ونشر صفقاتهم؛ ويتيح للمتسوقين الوصول إلى جميع المنتجات التي يرغبون في شرائها بسهولة.
كما تهتم مواقع التسوق الاجتماعي الناجحة بتوفير ما يحتاجه المستهلكين للوصول إلى المنتج ســواء كان المستهلكون يتسوقون لهدف معين (وهو شراء منتج معين بمواصفات معينة وهم من يطلق عليهم المستهلكون ذوو الهدف المباشر) فتوفر لهم وسائل بحث متعددة ومعلومات تفصيلية عن المنتج، أو كانوا من المستهلكين الذين يتسوقون لغرض التعرف على ما هو معروض واستكشافه دون هدف مقصود للشـراء، وهم من يطلق عليهم (المستهلكون التجريبون)؛ فتوفر لهم خدمات أخرى بالإضافة إلى المعلومات التفصيلية عن المنتج مثل أراء المستخدمين الآخرين وتقييم المستخدمين والتعليقات على المنتج أو إعلانات لمنتجات أخرى مرتبطة وغيرها.
قد تستغل مواقع التسوق الاجتماعي التجمعات في الشبكات الاجتماعية، حيث تطرح فيها مناقشات وتصويتات على المنتجات المعروضة. أو قد تكون هناك شبكة اجتماعية مخصصة للتسوق.

## مواقع التسوق الاجتمــاعي
تتفاوت أشكال وأنواع الخدمات المتاحة للمتسوقين حسب الموقع الذي يتم التسوق من خلاله. ومن أشهر مواقع التسوق على شبكة الإنترنت:
- Kaboodle

الشعار المعلن في صفحة الموقع الأساسية «التسوق ممتع أكثر مع الاصدقاء». يوفر هذا الموقع العديد من الخدمات أبرزها مشاركة المتسوقين بعضهم البعض في توصياتهم واقتراحاتهم بخصوص المنتجات.
- Saleshout

هذا الموقع عبارة عن سجل ويب أو ما يعرف باللغة الإنجليزية بـ (blog)، وهو موقع بسيط للاحتياجات البسيطة، يعرض المستخدمون من خلاله منتجات مختلفة بأسعار مختلفة.
- ThisNext

اشتهر هذا الموقع بتقديم توصيات شراء حقيقية من أناس حقيقيين. بالإضافة إلى ذلك وفّر خاصية ممتعة وهي خريطة نشطة تبين جميع معاملات التسوق في جميع أنحاء العالم.
- StyleHive

وهو موقع بربط جميع المتسوقين عبر الإنترنت من مختلف أنحاء العالم، ويعرض منتجات مختلفة كمستحضرات التجميل والحرف اليدوية. ويعتبر من أشهر المواقع التي يذكرها المجتمع.
- MyItThings

يعتبر هذا الموقع بمثابة مجلة أزياء إلكترونية منشأة من قبل المجتمع، وأبرز خاصية لها أنها توفر خزانة تخيلية لإظهار مشتريات المستخدم.
- ProductWiki

يركز هذا الموقع على استعراض المنتجات ومقارنة الأسعار. يجب أن يكون لكل متسوق عنوان واحد يحفظه كمفضلة لديه.
- سوق العرب

هو سوق اجتماعية عربية نامية على الإنترنت. يوفّر الموقع لزائريه تجربة التسوّق الاجتماعي، يمكنهم من خلالها الاتّصال مع أشخاص آخرين يشبهونهم في التفكير وأن يتسوّقوا على الإنترنت في نفس الوقت.

## برمجيات مساعدة
قد يعاني مستخدمو مواقع التسوق الاجتماعية من أن عملية إضافة منتجات جديدة يرغبون بشراءها إلى حساباتهم الخاصة في موقع التسوق يستغرق الكثير من الوقت. لذا، برزت بعض الحلول التي تساعد المستخدم أثناء تسوقه من مواقع التسوق الاجتماعي ومن ذلك موقع Snipi site؛
حيث يعمل على تزويد المستخدمين بشريط أدوات يدوية يتيح لهم سحب وإسقاط المنتجات لإضافتها إلى قائمة معينة من قوائم شريط الأداوت لديه. هذا الشريط متاح لمستخدمي متصفح فايرفوكس ويعمل بشكل جيد. حيث يمكن سحب الصور أو النص المميز لملء وصف المنتج، مما يجعل عملية إضافة منتجات جديدة بسيط جداً.
يمكن للمتسوقين من خلال هذا الموقع مشاركة منتجاتهم مع الأصدقاء واستعراض قوائمهم. هذا ويوفر موقع Snipi site تطبيقاً لهواتف آيفون، لاتاحة الحصول على القوائم الخاصة من هذا الموقع أثناء التنقل.

## فوائد التسوق الاجتماعي
- تجمع جميع المنتجات في مكان واحد وتوفر وقت وجهد للبحث عنها.
- الاطلاع على مختلف الأسعار والمقارنة بينها.
- سهولة المفاضلة بين المنتجات لتوفر جميع المعلومات عنها وميزاتها وإمكانية معرفه أراء الآخرين فيها.
- متعة التسوق ومشاركة الأصدقاء.[3]
- الاستغناء عن البائعين وإتاحة التصفح بحرية ودون مساعدة.

## مساوئ التسوق الاجتماعي
- الخصوصية والقضايا الأمنية: أفاد 36% من المعارضين لفكرة التسوق الاجتماعي عبر الإنترنت أن سبب عزوفهم هو عدم ثقتم بإعطاء معلوماتهم الشخصية ومعلومات عن بطاقتهم الائتمانية للمواقع.
- الحاجة لوجود جهاز كمبيوتر وتوفر اتصال بالإنترنت لممارسة التسوق الاجتماعي.
- التخوف والقلق من اختلاف المنتج المعروض في موقع التسوق عما هو في الواقع أو عدم إمكانية تجربته أو إبداله أو إرجاعه خصوصاً الألبسة والعطور.

## إحصائيات عن التسوق الاجتماعي
- تشير نتائج الإحصائيات المختلفة إلى أن المواقع التالية تحتل مرتبة الصدارة في تقديم خدمات التسوق من خلال الأنترنت - StyleHive و StyleFeeder و Kaboodle.
- كما يتميز موقع – Kaboodle - بأن لديه أكثر حركة حتى الآن بمعدل 959.000 في الشهر.
- على الرغم من الازدياد الواضح في معدل استخدام مواقع التسوق الاجتماعي، مقارنة بالفترات الماضية، إلا أنها لم تصل لمرتبة استخدام الشبكات الاجتماعية مثل ماي سبيس.
- وأخيراً، تعتبر عملية التسوق بشكل عام جزء لا يتجزأ من أنشطة الأفراد الأفراد وثقافتهم، وما عملته مواقع التسوق الاجتماعي هو توفير بيئة مشابهة لبيئة التسوق في الواقع، ولكن بإضافة تسهيلات أكثر للتسوق ليصبح إلكترونياً، وإن كان لا يغني بشكل كامل عن التسوق في المجمعات التجارية في الواقع.